# Direct (Vangelis)
Direct è il dodicesimo album in studio del musicista greco Vangelis, pubblicato nel 1988 dalla Arista Records.

## Descrizione
L'album, venticinquesima pubblicazione discografica ufficiale, segna un nuovo sviluppo nella musica di Vangelis, espressa qui in un formato più pop. Dopo Mask ed Invisible Connections, lavori dal carattere sperimentale, ci fu una pausa nelle pubblicazioni del musicista, durante la quale egli trasferì il suo studio da Londra in Grecia e fu coinvolto in lavori teatrali.
Nelle note dell'album è spiegato che il nome riflette lo stile con cui il disco venne composto. Piuttosto che scrivendo la musica su carta o rappresentandola su sequencer, Vangelis lavorò con una workstation che poteva essere controllata in tempo reale (una sorta di novità per gli anni novanta). Solo in pochi brani dell'album viene invece fatto uso di sequencer.
Sempre secondo quanto spiegato nelle note, questo avrebbe dovuto essere il primo di una serie di lavori concepiti con lo stesso stile. Ma nonostante questo, già nel successivo The City non vi fu alcuna menzione di ciò e lo stile mutò fortemente. Successivamente, l'album Page of Life, in collaborazione con Jon Anderson (Jon & Vangelis) seguiva questo stile.
L'album è quasi interamente strumentale, sviluppato principalmente con sintetizzatori e drum machines. La voce presente nel brano Glorianna (Hymn a la Femme) è del mezzosoprano greco Markella Hatziano (non segnalata nei crediti). La voce di bambino in Message è molto probabilmente ottenuta da Vangelis filtrando la propria voce ad alta frequenza. La voce narrante maschile in Intergalattic Radio Station (brano presente solo nella versione in CD assieme a Dial Out) è invece da attribuirsi a Casey Young, musicista statunitense.

## Tracce
1. The Motion of Stars - 4:17
2. The Will of the Wind - 4:41
3. Metallic Rain - 6:10
4. Elsewhere - 5:39
5. Dial Out* - 5:20
6. Glorianna (Hymn a la Femme) - 4:20
7. Rotation's Logic - 3:27
8. The Oracle of Apollo - 3:55
9. Message - 7:07
10. Ave - 5:04
11. First Approach - 4:58
12. Intergalactic Radio Station* - 7:44

*Brani presenti solo nella versione in CD

## Musicisti
- Vangelis - tutti gli strumenti
- Markella Hatziano - voce in Glorianna (Hymn a la Femme)
- Casey Young - voce in Intergalactic Radio Station